# گالن وستون جونیور
گالن وستون جونیور (انگلیسی: Galen Weston Jr.) (زاده ۱۹۷۲) کارآفرین، بازرگان و مدیر ارشد اجرایی کانادایی است، که در حال حاضر به‌عنوان مدیر عامل اجرایی و رئیس هیئت مدیره شرکت لابلو کمپانیز فعالیت می‌کند.